# Isonychus ventralis
Isonychus ventralis är en skalbaggsart som beskrevs av Moser 1921. Isonychus ventralis ingår i släktet Isonychus och familjen Melolonthidae. Inga underarter finns listade i Catalogue of Life.